# Shinshinotsu
Shinshinotsu (新篠津村?) è un villaggio giapponese della prefettura di Hokkaidō.